# Prefettura di Shannan
La prefettura di Shannan o di Lhoka (in cinese: 山南地区, pinyin: Shānnán Dìqū; in tibetano: ལྷོ་ཁ་ས་ཁུལ་, Wylie: lho-kha sa-khul) è una prefettura della regione autonoma del Tibet, in Cina.

## Geografia antropica

### Suddivisioni amministrative
La prefettura è suddivisa in dodici contee:
Le due contee di Lhünzê (隆子县) e Cuona (错那县), parte del Tibet meridionale, sono considerate parte del Tibet dal governo della Repubblica Popolare, ma sotto controllo indiano.
| Mappa | Mappa              | Mappa    | Mappa         | Mappa       | Mappa                 | Mappa                    | Mappa            | Mappa          |
| ----- | ------------------ | -------- | ------------- | ----------- | --------------------- | ------------------------ | ---------------- | -------------- |
|       |                    |          |               |             |                       |                          |                  |                |
| #     | Nome               | Hanzi    | Hanyu Pinyin  | Tibetano    | Wylie                 | Popolazione (stima 2003) | Superficie (km²) | Densità (/km²) |
| 1     | Contea di Nêdong   | 乃东县   | Nǎidōng Xiàn  | སྣེ་གདོང་རྫོང་   | sne gdong rdzong      | 60000                    | 2211             | 46             |
| 2     | Contea di Zhanang  | 扎囊县   | Zhānáng Xiàn  | གྲ་ནང་རྫོང་    | gra nang rdzong       | 40000                    | 2157             | 19             |
| 3     | Contea di Gonggar  | 贡嘎县   | Gònggā Xiàn   | འཕྱོངས་རྒྱས་རྫོང་ | gong dkar rdzong      | 50000                    | 2283             | 21             |
| 4     | Contea di Sangri   | 桑日县   | Sāngrì Xiàn   | ཟངས་རི་རྫོང་   | zangs ri rdzong       | 20000                    | 2634             | 8              |
| 5     | Contea di Qonggyai | 琼结县   | Qióngjié Xiàn | འཕྱོངས་རྒྱས་རྫོང་ | 'phyongs rgyas rdzong | 20000                    | 1030             | 19             |
| 6     | Contea di Qusum    | 曲松县   | Qūsōng Xiàn   | ཆུ་གསུམ་རྫོང་   | chu gsum rdzong       | 20000                    | 1936             | 10             |
| 7     | Contea di Comai    | 措美县   | Cuòměi Xiàn   | མཚོ་སམད་རྫོང་  | mtsho smad rdzong     | 10000                    | 4,530            | 2              |
| 8     | Contea di Lhozhag  | 洛扎县   | Luòzhā Xiàn   | ལྷོ་བྲག་རྫོང་    | lho brag rdzong       | 20000                    | 5570             | 4              |
| 9     | Contea di Gyaca    | 加查县   | Jiāchá Xiàn   | རྒྱ་ཚ་རྫོང་     | rgya tsha rdzong      | 20000                    | 4,493            | 5              |
| 10    | Contea di Lhünzê   | 隆子县   | Lóngzǐ Xiàn   | ལྷུན་རྩེ་རྫོང་    | lhun rtse rdzong      | 30000                    | 9809             | 3              |
| 11    | Contea di Cuona    | 错那县   | Cuònà Xiàn    | མཚོ་སྣ་རྫོང་    | mtsho sna rdzong      | 10000                    | 34979            | 0              |
| 12    | Contea di Nagarzê  | 浪卡子县 | Làngkǎzǐ Xiàn | སྣ་དཀར་རྩེ་རྫོང་ | sna dkar rtse rdzong  | 30000                    | 8109             | 5              |